# ზ
Das Zen (ზ) ist der siebte Buchstabe des georgischen Alphabets. Der Buchstabe stellt den Laut [⁠z⁠] dar und wird im Deutschen mit dem Buchstaben S transkribiert.
Heute wird im Mchedruli-Alphabet nur noch das ზ verwendet. Im historischen Chutsuri-Alphabet gab es noch den Großbuchstaben Ⴆ; das kleingeschriebene Pendant dazu war das ⴆ.
Es war dem Zahlenwert 7 zugeordnet.

## Zeichenkodierung
Das Zen ist in Unicode an den Codepunkten U+10D6 (Mchedruli) bzw. U+10A6 (Chutsuri-Großbuchstabe) und U+2D06 (Chutsuri-Kleinbuchstabe) zu finden.